# Патроваро (Таранто)
Патроваро (итал. Patrovaro) је насеље у Италији у округу Таранто, региону Апулија.
Према процени из 2011. у насељу је живело 88 становника. Насеље се налази на надморској висини од 15 м.